# Daniel Salmon
Daniel Salmon (* 3. Dezember 1940 in Vaires-sur-Marne; † 26. Januar 2017 in Plouha) war ein französischer Radrennfahrer und nationaler Meister im Radsport.

## Sportliche Laufbahn
Salmon war im Bahnradsport und im Straßenradsport aktiv. Seine Spezialdisziplin war das Steherrennen. Er hatte seinen bedeutendsten sportlichen Erfolg mit dem Gewinn der Bronzemedaille im Steherrennen der Amateure bei den Bahnradsport-Weltmeisterschaften 1964. Den Titel holte Jacob Oudkerk aus den Niederlanden. Die nationale Meisterschaft in der Einerverfolgung gewann er 1962. 
1965 wurde er Unabhängiger und 1966 Berufsfahrer im Radsportteam Kamomé-Dilecta-Dunlop und blieb bis 1968 als Radprofi aktiv. Salmon wurde 1966 bis 1968 Vize-Meister im Steherrennen der französischen Profis jeweils hinter Jean Raynal. 1969 kam er auf den dritten Platz. Er bestritt als Profi überwiegend Straßenrennen. 1965 wurde er Dritter in der Tour de l’Oise und Dritter im Omloop der Vlaamse Gewesten für Unabhängige.

## Berufliches
Salmon war ab 1971 als Konstrukteur von Fahrradrahmen und Rädern in Plouha tätig.